# Pšenice (przystanek kolejowy)
Pšenice – przystanek kolejowy w miejscowości Suchdol, w kraju południowoczeskim, w Czechach. Położony jest na linii kolejowej Czeskie Budziejowice – Summerau. Znajduje się na wysokości 670 m n.p.m..  
Na przystanku nie ma możliwości zakupu biletów, a obsługa podróżnych odbywa się w pociągu.

## Linie kolejowe
- 196 České Budějovice - Summerau